# Лама Шариф, Кайрат Кайырбекулы
Кайрат Кайырбекулы Лама Шариф (1 января 1962, Иртышск, Павлодарская область, Казахская ССР) — казахстанский государственный деятель, дипломат, Председатель Агентства Республики Казахстан по делам религий.

## Биография
Происходит из рода бултын племени кыпшак.
С 1986 по 1989 — переводчик арабского языка в Йемене;
С 1990 по 1991 — редактор зарубежной редакции издательства «Payан»;
С 1991 по 1993 — преподаватель кафедры арабской филологии КазГУ;
В 1993 — третий секретарь МИД РК;
С 1993 по 1996 — третий, второй секретарь Посольства РК в Египте;
С 1996 по 1998 — второй, первый секретарь МИД РК;
С 1998 по 2002 — первый секретарь, советник Посольства РК в Египте;
С 2002 по 2004 — начальник отдела, начальник управления, заместитель директора департамента Азии, Ближнего Востока и Африки МИД РК;
С апреля по 24 июля 2006 — главный инспектор Центра внешней политики Администрации Президента РК, генеральный консул Республики Казахстан в ОАЭ;
С 24 июля 2006 по 10 июня 2011 — Чрезвычайный и Полномочный Посол в Королевстве Саудовская Аравия;
С 17 мая 2006 по 10 июня 2011 — Чрезвычайный и Полномочный Посол в Государстве Кувейт по совместительству;
С 2011 по 2013 — Председатель Агентства Республики Казахстан по делам религий.
С 2013 по 2019 — Чрезвычайный и Полномочный Посол в Объединенных Арабских Эмиратах;
С 2019 по 2020 — Посол по особым поручениям Министерства иностранных дел Республики Казахстан;
С сентября 2020 по 5 января 2025 года — Чрезвычайный и Полномочный Посол Республики Казахстан в Арабской Республике Египет.

## Высказывания и выговор
4 мая 2022 года, Лама Шариф на своей странице в социальной сети Facebook сделал заявление, опубликовав несколько постов, в которых, в частности, предложил назвать республику не Казахстаном, а Казахским государством, вернуть городу Нур-Султан прежнее название Астана, а также заменить названия городов и областей введенных по его мнению Российской империей и Советским Союзом. Также предложил убрать из казахского языка слово облыс (область) заменив на өңір (регион). После чего Президент Казахстана Касым-Жомарт Токаев объявил выговор Кайрату Лама Шарифу, нарушившему пункт №9 Этического кодекса госслужащих. Таким образом Шариф сохранил пост посла и не был отправлен в отставку.

## Научная деятельность
Научные, литературные труды, публикации:
- «Намаз» (1990)
- «Паломничество» (1990, 1993)
- «Молитва» (1991)
- «Мусульманский календарь» (1991)
- «Азбука веры» (1998)
- «Хрестоматия арабского языка» (2004)
- Перевел на арабский язык книгу К. Токаева «Дипломатия Республики Казахстан» (2005).